# Corrado Fabi
Corrado Fabi (ur. 12 kwietnia 1961 w Mediolanie) – włoski kierowca wyścigowy, mistrz Formuły 2 z roku 1982.
Karierę rozpoczął od kartingu, w 1976 roku został mistrzem Europy w swojej kategorii. Kolejnym krokiem była Formuła 3, a następnie Formuła 2, której został mistrzem w 1982 roku.
W sezonie 1983 startował w Formule 1 w barwach zespołu Osella (ukończył jedynie 2 wyścigi). W kolejnym sezonie zastępował swojego starszego brata Teo Fabiego w zespole Brabham podczas trzech Grand Prix (Teo startował też w serii CART i podczas kolizji terminów Corrado zastępował go w F1). Ogółem wziął udział w 20 wyścigach Formuły 1, jednak nie zdobył w nich żadnych punktów. W drugiej części sezonu 1984 wystartował również w czterech wyścigach serii CART. Najlepszym wynikiem było szóste miejsce w wyścigu w Phoenix. Po tym epizodzie wycofał się ze ścigania i zajął się prowadzeniem rodzinnych interesów.
Obecnie stoi na czele federacji pracodawców w prowincji Sondrio (wybrany na lata 2007-2009).

## Starty w Formule 1
| Sezon | Zespół | Konstruktor       | Zgł. | PKT | P. | P1 | P2 | P3 | Punkt. | PP | NO | NS | DK | NZ |
| --- | --- | ----------------- | ---- | --- | -- | -- | -- | -- | ------ | -- | -- | -- | -- | -- |
| 1984 | MRD International | Brabham-BMW       | 3    | -   | -  | -  | -  | -  | -      | -  | -  | 2  | -  | -  |
| 1983 | Podsumowanie |                   | 15   | -   | -  | -  | -  | -  | -      | -  | -  | 7  | -  | 6  |
| | Osella Squadra Corse | Osella-Ford       | 8    | -   | -  | -  | -  | -  | -      | -  | -  | 5  | -  | 3  |
| | Osella Squadra Corse | Osella-Alfa Romeo | 7    | -   | -  | -  | -  | -  | -      | -  | -  | 2  | -  | 3  |
| Razem | 2 | 3                 | 18   | -   | -  | -  | -  | -  | -      | -  | -  | 9  | -  | 6  |
| Sezon | Zespół | Konstruktor       | Zgł. | PKT | P. | P1 | P2 | P3 | Punkt. | PP | NO | NS | DK | NZ |
| \| Legenda \| Legenda \| \| ------------------------------------------ \| ------------------------------------------------------------------------------------------------------------------------------------------------------------------------------------------------------------------------------------------------------------------------------------------------------------------------------------------------------------------------------------------------------------------------------ \| \| Zgł. PKT P. P1 P2 P3 Punkt. PP NO NS DK NZ \| Liczba zgłoszeń do wyścigów Liczba zdobytych punktów Pozycja zajęta w klasyfikacji generalnej Liczba zwycięstw Liczba drugich miejsc Liczba trzecich miejsc Wyścigi, w których kierowca punktował Liczba zdobytych pole position Liczba zdobytych najszybszych okrążeń Wyścigi, w których kierowca był niesklasyfikowany Wyścigi, w których kierowca był zdyskwalifikowany Wyścigi, do których kierowca się nie zakwalifikował \| | |                   |      |     |    |    |    |    |        |    |    |    |    |    |
| Legenda | |                   |      |     |    |    |    |    |        |    |    |    |    |    |
| Zgł. PKT P. P1 P2 P3 Punkt. PP NO NS DK NZ | Liczba zgłoszeń do wyścigów Liczba zdobytych punktów Pozycja zajęta w klasyfikacji generalnej Liczba zwycięstw Liczba drugich miejsc Liczba trzecich miejsc Wyścigi, w których kierowca punktował Liczba zdobytych pole position Liczba zdobytych najszybszych okrążeń Wyścigi, w których kierowca był niesklasyfikowany Wyścigi, w których kierowca był zdyskwalifikowany Wyścigi, do których kierowca się nie zakwalifikował |                   |      |     |    |    |    |    |        |    |    |    |    |    |

## Starty w CART
| Rok  | Zespół          | Starty | Zwycięstwa | Punkty | Pozycja końcowa |
| ---- | --------------- | ------ | ---------- | ------ | --------------- |
| 1984 | Forsythe Racing | 4      | 0          | 11     | 28              |